# Tyszowce
Tyszowce – miasto w województwie lubelskim, w powiecie tomaszowskim, położone nad rzeką Huczwą. Siedziba gminy miejsko-wiejskiej Tyszowce.
Ośrodek usługowy dla rolnictwa. Przez miasto przebiega droga wojewódzka nr 850 (Hrubieszów – Tomaszów Lubelski).
Tyszowce leżą w historycznej ziemi bełskiej. Miasto królewskie lokowane w 1419 roku położone było w XVI wieku w województwie bełskim. Według danych GUS z 31 grudnia 2019 r. Tyszowce liczyły 2091 mieszkańców.
Tyszowce są siedzibą rzymskokatolickiej parafii św. Leonarda.

## Położenie
Według danych z 1 stycznia 2011 r. powierzchnia miasta wynosiła 18,52 km².
W latach 1975–1998 miasto administracyjnie należało do woj. zamojskiego. Według podziałów geograficznofizycznych Tyszowce zlokalizowane są w południowej części Kotliny Hrubieszowskiej na styku z Grzędą Sokalską. Oba mezoregiony stanowią zachodni skraj Wyżyny Wołyńskiej.

## Historia

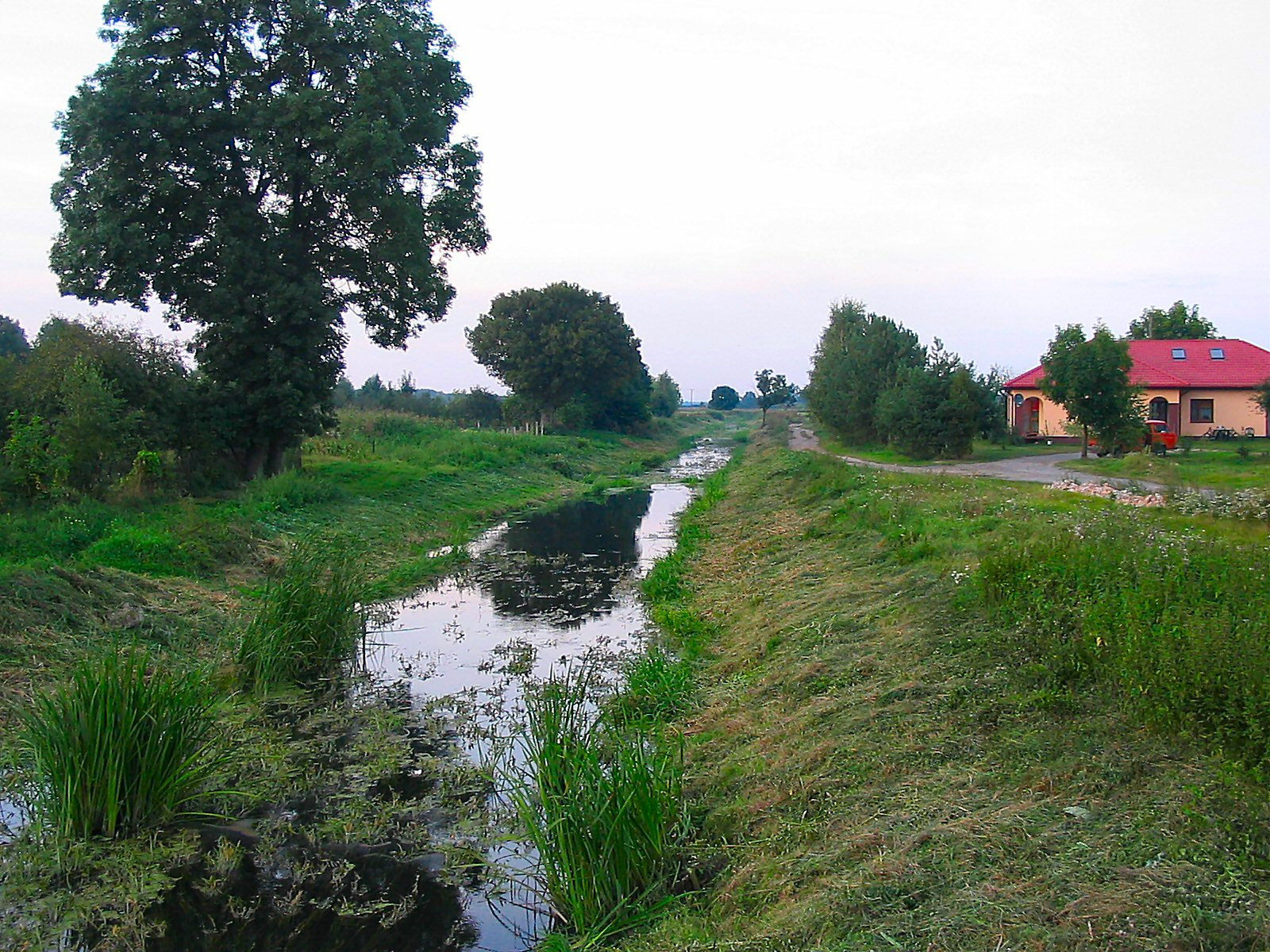
Rzeka Huczwa w Tyszowcach

Początki Tyszowiec nie są dokładnie znane, należy jednak sądzić, że są tak stare jak grodów ziemi czerwieńskiej. Warunki naturalne, jakie panowały na tych terenach w przeszłości sprzyjały powstaniu miasteczka. Sąsiedztwo rozległego stawu, położenie w ramionach Huczwy oraz bagniste łąki dookoła, stanowiły solidną osłonę przed wrogimi wojskami pustoszącymi niejednokrotnie w tym okresie tereny Polski Piastowskiej. Jedyną pamiątką, jaka zachowała się z tamtych czasów jest obecnie tzw. zamczysko, czyli wzniesienie w północnej części miasta, na którym według przekazów stała strażnica. Widoczny w tym miejscu nasyp ziemny jest jedynym pozostałym po niej śladem.
Tyszowce były przez wiele lat stolicą polskiego szewstwa. W przeszłości szyto tu skórzane buty „tyszowiaki”, które sięgały powyżej kolan. Takie buty były uniwersalne, gdyż każdy pasował na obie nogi: nie trzeba było więc zastanawiać się, który jest prawy, a który lewy. Do tego były wyjątkowo solidne i długo służyły właścicielowi. W 1410 r. Władysław Jagiełło zamawiał „tyszowiaki” dla swoich żołnierzy, którzy walczyli z Krzyżakami pod Grunwaldem.
Po zniszczeniu grodu Czerwień przez wojska tatarskie, znaczenie niewielkiego grodu nad Huczwą zaczęło wzrastać. Już w XV wieku Tyszowce miały rangę książęcego miasta. Prawo magdeburskie nadał Tyszowcom książę Ziemowit IV, a potwierdził w roku 1453 książę bełski Władysław I. Wraz z włączeniem księstwa do Korony w 1462 roku, Tyszowce zyskały miano miasta królewskiego, utworzono tu także starostwo niegrodowe, w którego skład obok miasta weszły także cztery wsie: Klątwy, Perespa, Przewale i Mikulin.
W roku 1500 miasto zostało niemal doszczętnie zniszczone w wyniku najazdu tatarskiego. W związku z tym, zostało w 1502 roku zwolnione od podatków na okres 10 lat. W kilka lat później Tyszowce przeżyły kolejny najazd tatarski, przynoszący nie mniejsze spustoszenia od poprzedniego. Dlatego w roku 1518, król Zygmunt Stary ponownie zdecydował się zwolnić tyszowian na 8 lat z podatków.
Wzrost znaczenia Tyszowiec spowodował, że miasto musiało mieć reprezentacyjny obiekt, gdzie mogliby się zatrzymywać władcy. Prawdopodobnie z tego też powodu, w XVI wieku w Tyszowcach powstał zamek starościński, wymieniony w lustracji z 1564 roku oraz wzmiance z 1611 roku. Najpewniej był to, jak całe ówczesne miasto, obiekt drewniany. Usytuowany był w miejscu oddzielonym od miasta, najbardziej eksponowanym, gdzie obecnie mieszczą się sklepy oraz dom nauczyciela. Opis z 1564 roku, zawiera także ciekawą informację dotyczącą istnienia obwałowań ziemnych wokół miasta, wzmocnionych drewnianym parkanem, z trzema bramami: Lubelską, Sokalską i Lwowską. Fortyfikacje zostały częściowo zniszczone podczas wojen w połowie XVII wieku, na pozostałej części obwałowań postawiono w późniejszym okresie budynki mieszkalne oraz cerkiew.
W Tyszowcach oprócz ludności polskiej i ruskiej dużą grupę stanowili także Żydzi. Głównym zajęciem tyszowieckich Żydów był handel i rzemiosło, sporadycznie także uprawa roli. W 1538 roku w mieście było co prawda tylko 21 rodzin żydowskich, jednak po nadaniu im szerokich przywilejów przez króla Zygmunta Augusta w roku 1567, nastąpił szybki wzrost ich liczby. Według danych z roku 1571 całe miasto wraz z przedmieściami Zamłyniem i Dębiną składało się z 218 domów, z czego 31 żydowskich. W tym czasie istniała również w mieście synagoga. Przypuszczać należy, że obok znajdował się także cmentarz żydowski, który zastąpiono na przełomie XIX i XX wieku nowym. Użytkowano go do roku 1942, kiedy to został zniszczony przez Niemców. Dopiero w 1988 r. z inicjatywy Dawida Laksa i Abrahama Borga oraz mieszkańców Tyszowiec, cmentarz odrestaurowano.
Druga połowa XVI wieku przyniosła szybki rozwój miasta. Obok szybko wzrastającej liczby ludności, nastąpił również szybki rozwój rzemiosła. W 1563 roku wzmiankowano o istnieniu w mieście cechu szewskiego, w 1578 roku powstał cech kuśnierski, a od roku 1610 notowano istnienie cechów kowalskiego i tkackiego. Lustracja z 1578 roku wymienia ogółem 53 rzemieślników w mieście, wykonujących w sumie 18 różnych rodzajów rzemiosła. Wiodącą rolę odgrywał oczywiście tyszowiecki cech szewski, najliczniejszy i najbardziej znany, wykonujący sławne w całym kraju buty tyszowiaki. Pierwsza połowa XVII wieku przyniosła regres gospodarczy miasta, wynikający z wielokrotnych najazdów Tatarów i pożarów. Wiele zniszczeń pozostawił także najazd wojsk Chmielnickiego, podczas którego staw miejski został przekopany a woda z niego spuszczona. Złupiony i spalony został także kościół parafialny. Rok 1649 przyniósł Tyszowcom kolejne zniszczenia, powstałe podczas przemarszu wojsk koronnych przez miasto na odsiecz Zbarażowi. Połowa lat 50. XVII wieku to następujące po sobie kolejne przemarsze wojsk, najpierw kozackich, a następnie rosyjskich i kolejne zniszczenia miasta.
Trwałe miejsce w historii i rozgłos Tyszowcom przyniosła, zawiązana tu 29 grudnia 1655 roku konfederacja przeciwko królowi szwedzkiemu Karolowi Gustawowi, nazwana później konfederacją tyszowiecką. Postawiła ona sobie za cel podjęcie walki ze Szwedami i powrót wojska do prawowitego monarchy Jana Kazimierza. Akt konfederacji wzywał do broni także osoby stanu niższego niż szlachecki. Inicjatorami jej zawiązania byli hetmani koronni Stanisław Potocki i Stanisław Lanckoroński. Pod aktem konfederacji podpisali się także senatorowie, wojskowi, pułkownicy oraz tutejsza szlachta. Najeźdźcy, nie mogąc sobie poradzić ze zdobyciem miasteczka, podarowali mieszkańcom Tyszowiec 12 ogromnych świec, które były wypchane prochem. Mieszkańcy zostali ostrzeżeni przed zasadzką Szwedów i nie zapalili tych świec, dzięki czemu miasto uniknęło potężnych zniszczeń. Na cześć tego zdarzenia świece są wylewane przez mieszkańców Tyszowiec i przetrzymywane w parafialnym kościele. Są wystawiane w najważniejsze święta kościelne i państwowe oraz noszone w procesji Bożego Ciała.
Na mocy królewskiego zezwolenia z 1767 roku podkomorzy koronny Kazimierz Poniatowski przekazał swoje prawa do starostwa tyszowieckiego Janowi Mierowi. Ten zaś w roku 1768, zamienił je z rządem Rzeczypospolitej za posiadłość w województwie kijowskim, stając się właścicielem miasta. Od tego czasu Tyszowce stały się miastem prywatnym i jako takie przeszły w 1772 roku pod zabór austriacki. W tym czasie w mieście mieszkało ponad 200 rodzin chrześcijańskich i 80 żydowskich. Liczba ludności wynosiła około 1800. W roku 1787 Tyszowce wraz z przyległymi wsiami Przewale, Mikulin i Klątwy, wykupił Franciszek Głogowski.

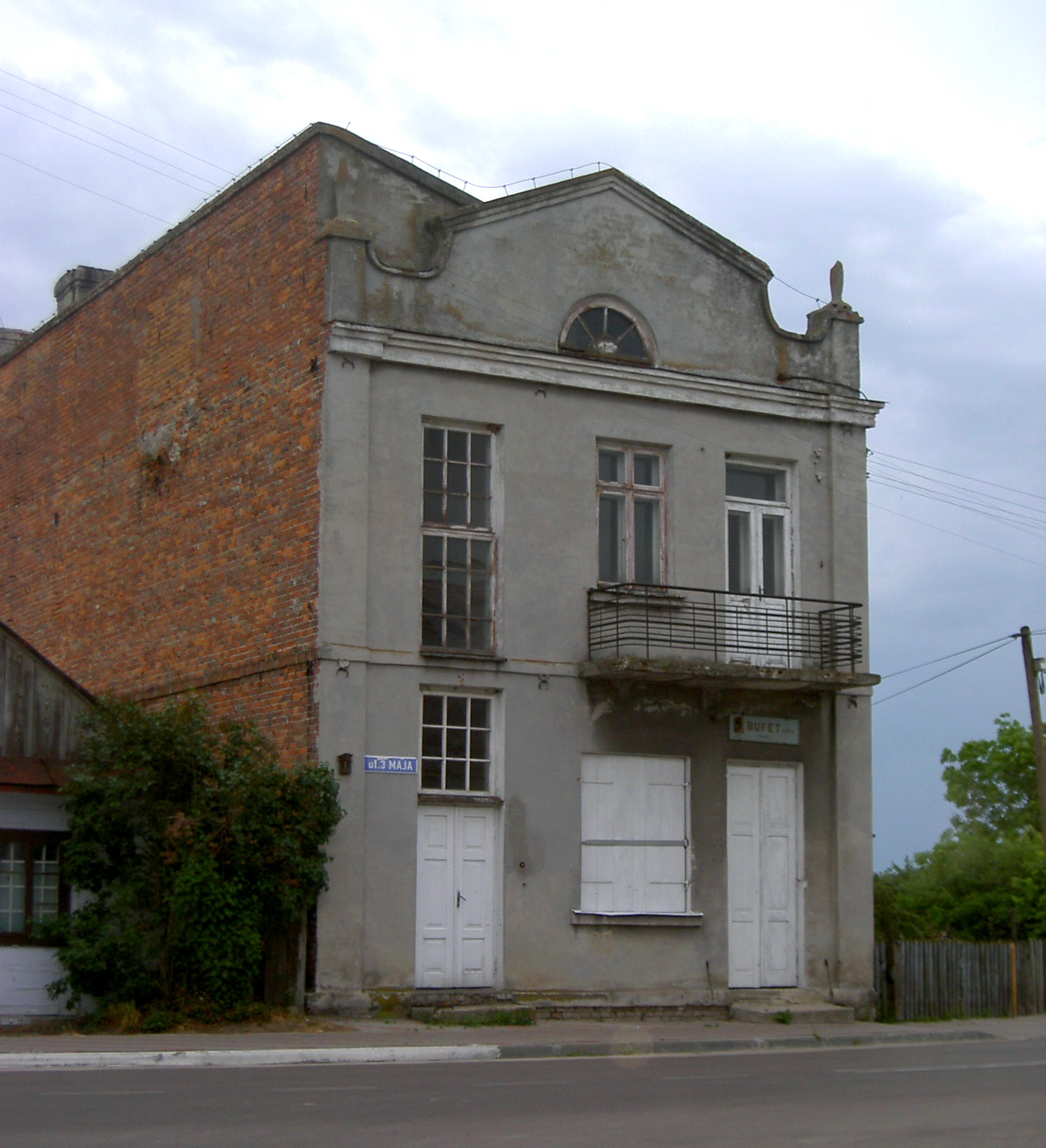
Kamienica w centrum Tyszowiec

Rok 1803 przyniósł miastu pożar, podczas którego spłonął m.in. kościół. W 10 lat później oddziały kozackie ograbiły i w dużej części zniszczyły miasto. W 1815 roku w wyniku zorganizowania loterii rządowej, Tyszowce przeszły w ręce Antoniego Frankla. Później miasto, na krótko było w posiadaniu hrabiego Parysa, a następnie hrabiego Józefa Schwartza-Speka. Od 1818 roku Tyszowce były w rękach Głogowskich. W tym właśnie roku prawa do miasta, zamieszkiwanego wówczas przez prawie 2 tysiące osób, nabył Jan Nepomucen Głogowski. W 1835 roku Tyszowce kupił jego syn Alojzy Gonzaga Głogowski, by w 1846 roku wydzierżawić je na 12 lat Józefowi Dobrzelewskiemu. Liczba ludności miasta zaczęła wówczas szybko rosnąć, by w roku 1847 osiągnąć liczbę 2922 osób. Większość ludności stanowili wówczas uniccy Rusini - 1048 osoby, Żydzi - 1134 osoby, katolicy byli mniejszością liczącą 740 osób. W 1858 roku, po śmierci Alojzego Głogowskiego, miasto stało się własnością jego żony Anastazji. Za jej kadencji, w 1869 roku, Tyszowce pozbawione zostały przez władze carskie praw miejskich, stając się osadą z siedzibą gminy. 18 maja 1863 roku Tyszowce zostały zajęte przez zgrupowanie powstańcze mjr. Jana Żalplachty Zapałowicza. Miejscowa ludność przyjęła powstańców z entuzjazmem, wielu zaciągnęło się do partii Zapałowicza. W godzinach popołudniowych doszło na błoniach pod Tyszowcami do boju powstańczych sił z rosyjską kolumną wojskową przybyłą od strony Tomaszowa Lubelskiego. Powstańcy odparli siły wroga, po czym wycofali się w okoliczne lasy. W roku 1877 dobra tyszowieckie składające się z osady Tyszowce oraz wsi Klątwy, Mikulin, Podbór i Przewale, zakupił za 160 tysięcy rubli, syn Alojzego – Józef Głogowski. W 1906 roku cały majątek odziedziczyli i podzielili między siebie jego synowie, Tadeusz i Józef. W latach 1890–1893 w Tyszowcach wzniesiono nową cerkiew prawosławną, rozebraną w 1958. W 1907 roku kolejny, z wielu w historii Tyszowiec pożarów, strawił prawie całą osadę. W tym czasie, odnotowano największą znaną liczbę ludności, w 1910 roku wynoszącą 7620 osób. Poważne straty przyniosła Tyszowcom także I wojna światowa, podczas której mocno ucierpiał kościół.
W okresie międzywojennym osada zaczęła się podnosić po zniszczeniach wojny. Wiele obiektów odbudowano, powstało kino oraz młyn parowy, a z funduszy publicznych również szkoła siedmioklasowa. Spis z 1921 roku wykazał, że osada liczyła wówczas 4420 mieszkańców, czego ponad 55% (2451 osób) było Żydami. Oprócz nich w Tyszowcach mieszkało 1592 Polaków i 177 Ukraińców. W nocy z 27 na 28 sierpnia i 2 września 1920 roku doszło w mieście do pogromów antyżydowskich. Zamordowano 15 i raniono 75 Żydów. Zgwałcono kilkadziesiąt kobiet. Czynów tych dokonali „bałachowcy” (oddziały rosyjskie i białoruskie walczące po stronie polskiej dowodzone przez gen. Wojska Polskiego Bułak-Bałachowicza). W 1939 roku zarządzeniem ministra sprawiedliwości utworzony został w Tyszowcach karny obóz pracy dla 600 więźniów, którzy pracowali przy regulacji Huczwy.
II wojna światowa przyniosła w Tyszowcach wiele zniszczeń, podczas działań wojennych spłonęło wiele budynków, osada została zniszczona w 60%. W kwietniu 1942 roku doszło do masowej egzekucji. Oddziały SS, gestapo i policja niemiecka rozstrzelały tu około 1000 żydowskich mieszkańców osady. W okresie okupacji hitlerowskiej powstał w osadzie pluton Armii Krajowej, wchodzący w skład 21 kompanii Obwodu Tomaszowskiego AK. W 1944 Tyszowce zostały upaństwowione. W tym też roku uruchomiono tu pierwsze gimnazjum na Lubelszczyźnie. W 1956 roku pożar strawił część Tyszowiec, w których wówczas mieszkało zaledwie 950 osób.
W 1997 r. w Tyszowcach powstał klasztor kamedułek pw. Przemienienia Pańskiego, założony przez mniszki ze Złoczewa.
Od 1 stycznia 2000 r. Tyszowce stały się znowu miastem.

## Unikatowy profil geologiczny

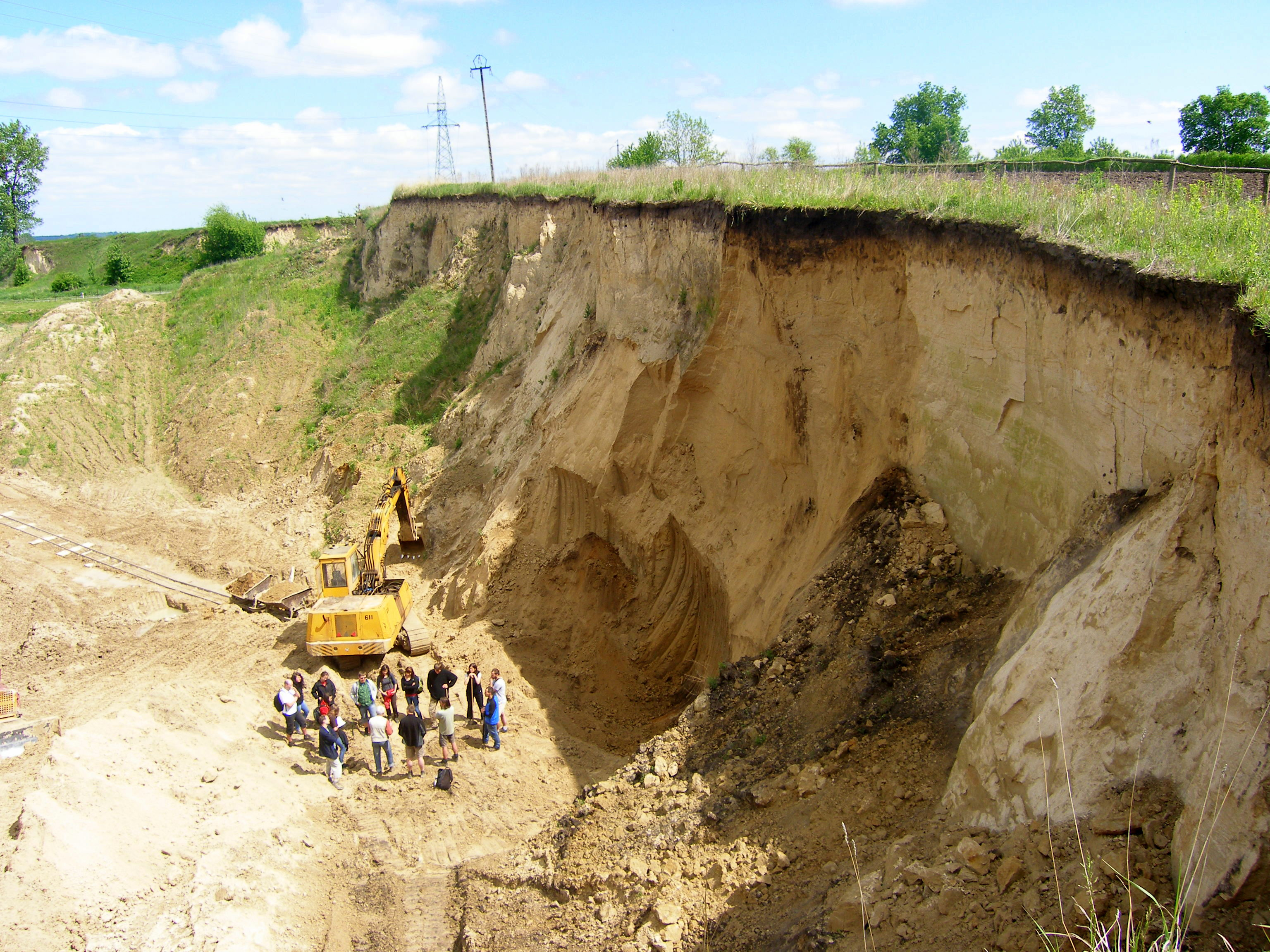
Profil lessowy w Tyszowcach

Wyrobisko cegielni zlokalizowanej w południowej części Tyszowiec (przy drodze do Łaszczowa) uznawane jest za cenny obiekt badawczy o znaczeniu ponadregionalnym, a nawet globalnym. Pionowe ściany zbudowane są z lessów, stanowią przedmiot badań paleogeograficznych. Na jego podstawie prowadzone są badania nad rekonstrukcją warunków klimatycznych i środowiskowych ostatnich co najmniej 130 tysięcy lat.

## Sport

### TKS Huczwa Tyszowce

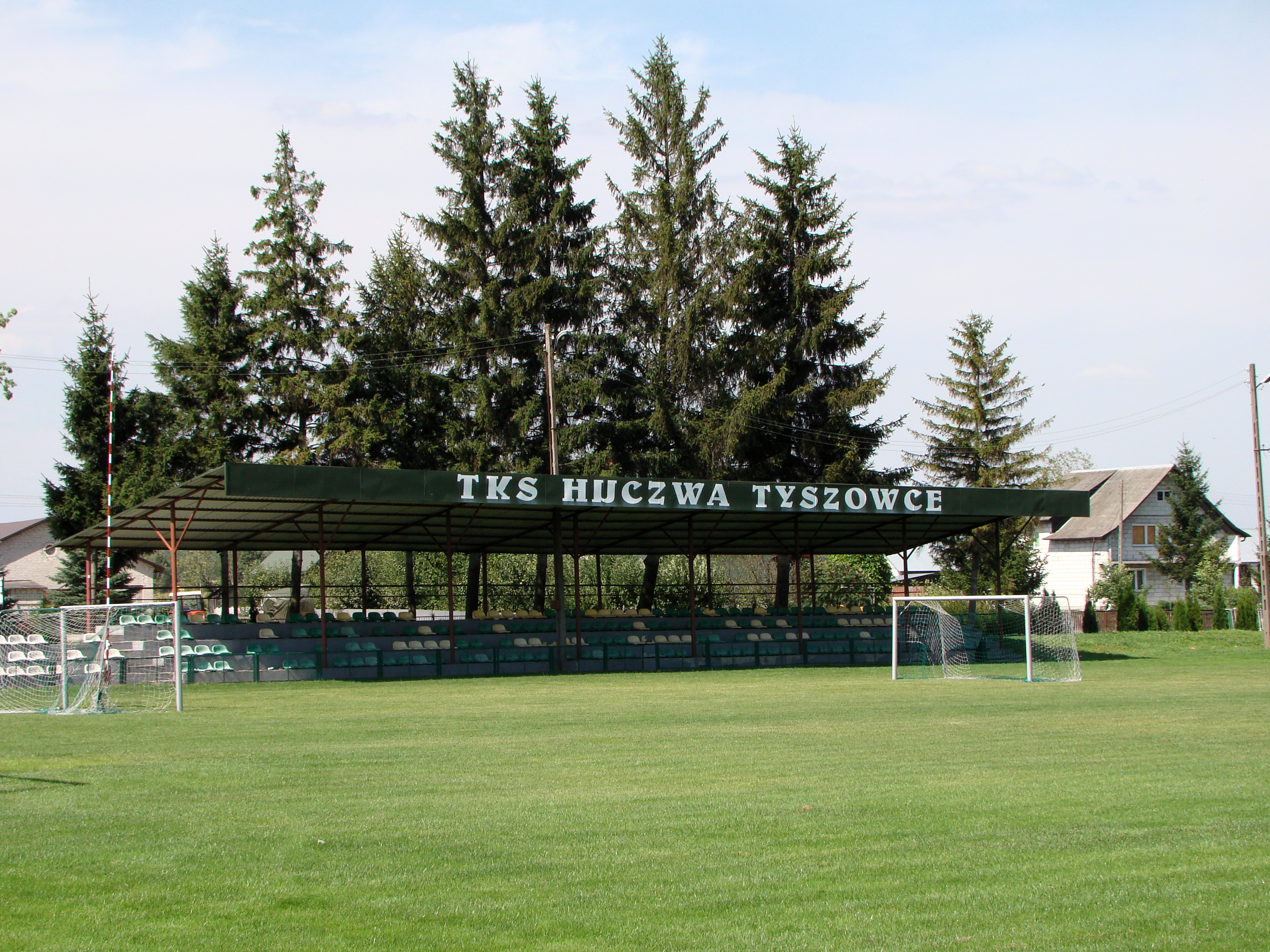
Stadion TKS Huczwa Tyszowce

Tyszowiecki Klub Sportowy Huczwa Tyszowce to amatorski klub piłkarski, założony w 1948 roku. Obecnie drużyna seniorów gra w grupie zamojskiej klasy okręgowej. „Huczwa” rozgrywa mecze na Miejskim Stadionie Sportowym im. Stanisława Gomoły w Tyszowcach, o pojemności 900 widzów, znajdującym się przy ul. Partyzantów.
24 kwietnia 1948 roku powstał Ludowy Zespół „Tyszowianka”, w późniejszym czasie zmieniono nazwę na LZS „Huczwa”. Założycielem klubu był Naczelnik Urzędu Pocztowego w Tyszowcach – Roman Wiśniewski.
W 1948 roku drużynę tworzyli: Matukin – bramkarz – Orkiszewski, Kowalik, Sendecki, Żukowski, Szyprowski, Maliski, Łukaszewski I, Łukaszewski II, Przeradzki, Wiśniewski – kapitan zespołu.
Przełomowym okresem w historii „Huczwy” stał się sezon 2009/2010, w którym to zespół osiągnął największy jak do tej pory sukces. Podopieczni Jacka Paszkiewicza po ciężkim sezonie i kilkumiesięcznej pogoni za liderem wywalczyli awans do IV ligi, grupy lubelskiej.
W 2017 roku „Huczwa” wygrała finał pucharu starosty – grupa Tomaszów Lubelski, oraz w 2018 roku awansowała do finału Pucharu Polski na szczeblu okręgowym pokonując po drodze takie marki jak Hetman Zamość czy Łada Biłgoraj. W finale uległa po zaciętym meczu w ósmej serii rzutów karnych Unii Hrubieszów.
W 2018 roku w 70. rocznice powstania klubu TKS „Huczwa” Tyszowce pod kierownictwem trenera Marcina Łysia, wygrała zamojską klasę okręgową i wywalczyła awans do IV ligi, grupy lubelskiej.
| Sezon   | Liga                                     | Poziom | Miejsce |
| ------- | ---------------------------------------- | ------ | ------- |
| 1989/90 | Klasa A                                  | VI     | 9       |
| 1990/91 | Klasa A                                  | V      | ?       |
| 1991/92 | Klasa okręgowa                           | V      | 6       |
| 1992/93 | Klasa okręgowa                           | V      | ?       |
| 1993/94 | Klasa okręgowa                           | V      | 14      |
| 1994-95 | Klasa A                                  | VI     | ?       |
| 1995/96 | Klasa A                                  | VI     | ?       |
| 1996/97 | Klasa A                                  | VI     | 10      |
| 1997/98 | Klasa A                                  | VI     | 7       |
| 1998/99 | Klasa A                                  | VI     | 8       |
| 1999/00 | Klasa A                                  | VI     | 15      |
| 2000/01 | Klasa A grupa II                         | VI     | 11      |
| 2001/02 | Klasa A grupa II                         | VI     | 6       |
| 2002/03 | Klasa A grupa II                         | VI     | 3       |
| 2003/04 | Klasa A grupa II                         | VI     | 11      |
| 2004/05 | Klasa A grupa II                         | VI     | 9       |
| 2005/06 | Klasa A grupa II                         | VI     | 2       |
| 2006/07 | Klasa okręgowa (grupa zamojska)          | V      | 7       |
| 2007/08 | Klasa okręgowa (grupa zamojska)          | V      | 4       |
| 2008/09 | Klasa okręgowa (grupa zamojska)          | VI     | 2       |
| 2009/10 | Klasa okręgowa (grupa zamojska)          | VI     | 1       |
| 2010/11 | IV liga (grupa lubelska)                 | V      | 7       |
| 2011/12 | IV liga (grupa lubelska)                 | V      | 13      |
| 2012/13 | IV liga (grupa lubelska)                 | V      | 121     |
| 2013/14 | Klasa okręgowa (grupa zamojska)          | VI     | 4       |
| 2014/15 | Klasa okręgowa (grupa zamojska)          | VI     | 7       |
| 2015/16 | Klasa okręgowa (grupa zamojska)          | VI     | 5       |
| 2016/17 | Klasa okręgowa (grupa zamojska)          | VI     | 2       |
| 2017/18 | Klasa okręgowa (grupa zamojska)          | VI     | 1       |
| 2018/19 | IV liga (grupa lubelska)                 | V      | 13      |
| 2019/20 | IV liga (grupa lubelska)                 | V      | 162     |
| 2020/21 | IV liga (grupa lubelska II/mistrzowska)3 | V      | 6/83    |
| 2021/22 | IV liga (grupa lubelska II/spadkowa)3    | V      | 9/83    |
| 2022/23 | Klasa okręgowa (grupa zamojska)          | VI     | 3       |
| 2023/24 | Klasa okręgowa (grupa zamojska)          | VI     | 24      |

Objaśnienia:
1. Huczwa Tyszowce nie otrzymała licencji na grę w IV lidze w sezonie 2013/14 i została zdegradowana do klasy okręgowej.
2. Z powodu sytuacji epidemicznej związanej z koronawirusem COVID-19 rozgrywki zostały zakończone po rozegraniu 16 kolejek.
3. W sezonach 2020/21 i 2021/22 grupa lubelska IV ligi była rozgrywana w 2 fazach - w pierwszej kluby grały w dwóch równoległych grupach, by następnie zagrać w grupie mistrzowskiej lub spadkowej. Stąd w tabeli ukazano miejsce zarówno w I, jak i II fazie.
4. Awans po wygranych barażach.

## Atrakcje turystyczne
- kościół parafialny pw. św. Leonarda z lat 1865–1869
- domy rzemieślnicze z drugiej połowy XIX wieku
- świece o długości 5 m i wadze 45 kg
- pomnik ku czci konfederacji tyszowieckiej
- Stary cmentarz żydowski w Tyszowcach
- Nowy cmentarz żydowski w Tyszowcach

## Demografia
Pod koniec 2010 r. miasto miało 2123 mieszkańców.

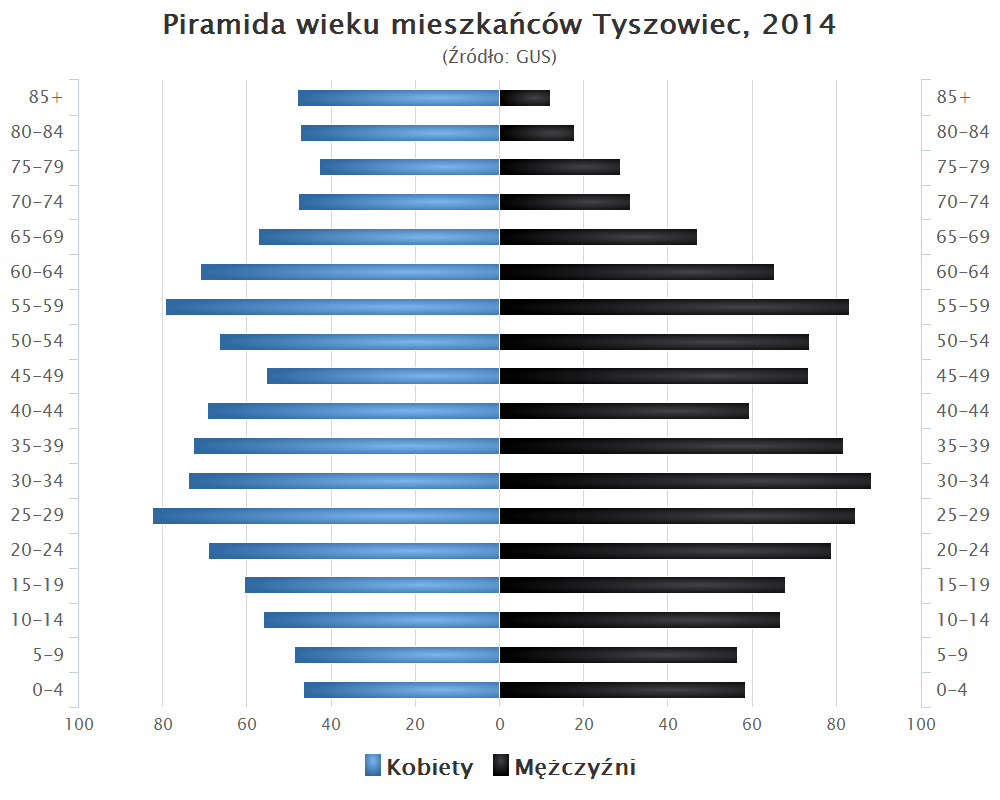
Piramida wieku mieszkańców Tyszowiec w 2014 roku

## Zabytki
Według rejestru zabytków Narodowego Instytutu Dziedzictwa na listę zabytków wpisane są obiekty:
- zespół kościoła par., 2 poł. XIX, nr rej.: A/492 z 9.07.1990:
  - kościół pw. sw. Leonarda i Świętej Trójcy, 1865-1870
  - dzwonnica, 1907
  - kaplica
  - cmentarz kościelny
- cmentarz rzym.-kat., pocz. XIX, nr rej.: A/464 z 28.03.1989